# Heiner Goebbels
Heiner Goebbels (Neustadt an der Weinstrasse, 17 de agosto de 1952) é um compositor, diretor musical e professor alemão.
Seu trabalho desconstrói as convenções da ópera, do teatro e da música de concerto. Frequentemente caracterizado como políticos, muitos dos seus melhores trabalhos foram criados em estreita colaboração com o escritor his  Heiner Müller.
Goebbels, que estudou Sociologia e Música em Freiburg im Breisgau e em Frankfurt am Main, é um compositor notável por sua mistura de estilos, e suas fontes  incluem tanto a música erudita como o jazz e o rock. Começou tocando a música de Hanns Eisler, em  Duo Goebbels/Harth (1975-1988) com o saxofonista Alfred Harth e compondo para teatro, cinema e balé. Posteriormente, amplou seu repertório para concertos e sua obra inclui a ópera Landschaft mit entfernten Verwandten (Paisagem com parentes distantes), de 2002).Foi um dos fundadores do grupo de rock experimental Cassiber (1982–1992) com  Alfred Harth, Chris Cutler e Christoph Anders, que se apresentou por toda a Europa, Ásia e América do Norte e lançou cinco álbuns.
Grande parte do seu trabalho mais conhecido, porém, originou-se da sua estreita colaboração com o escritor alemão ocidental   Heiner Müller, resultando em composições para teatro e peças mais curtas, inspiradas em textos de Müller, como Verkommenes Ufer (Waste Shore, 1984), Die Befreiung des Prometheus (The Liberation of Prometheus, 1985) ou Wolokolamsker Chaussee (Volokolamsk Highway, 1989). A tentativa de Goebbels no sentido de preencher o espaço entre o teatro e a ópera, decorrente da demarcação tradicional entre os gêneros, levou a projetos como Schwarz auf Weiss (Black on White, 1996) or Die Wiederholung (The Repetition, 1997).A natureza política do seu trabalho é assinalada pelos críticos. Seu interesse pelos textos de Heiner Müller - assim como pelos textos de Bertolt Brecht e Hanns Eisler - pode ser parcialmente explicado pelo caráter político desses textos. Os trabalhos de Eisler seriam mais tarde usados na composição do concerto encenado Eislermaterial (1998).
O trabalho de Goebbels tem sido cada vez mais reconhecido em todo o mundo. Em 2000, ele colaborou com o Piano Circus (conjunto  musical formado por seis pianistas, constituído em  1989, para executar a obra Six Pianos, de  Steve Reich) e com o compositor britânico Richard Harris, na produção de Scutigeras, cuja estreia foi transmitida ao vivo, no Reino Unido, pela BBC radio. Surrogate Cities, uma peça que compôs para grande orquestra em 1994, com textos de Paul Auster, Heiner Müller e Hugo Hamilton, foi indicada para o Grammy de 2001, na categoria Melhor Composição de Música Clássica Contemporânea. Seu Eislermaterial recebeu outra indicação para o Grammy em 2004, na categoria Melhor Atuação de Pequeno Conjunto (com ou sem regente).
Heiner Goebbels é professor do Instituto Ciências Aplicadas ao Teatro da Justus-Liebig-University, em Gießen, e da European Graduate School, em Saas-Fee, Suíça.
Em setembro de 2010, foi anunciado que Goebbels seria o diretor artístico da Ruhrtriennale, o festival internacional das artes da região do Ruhr, para o período 2012-2014.

## Obras
- I went to the house but did not enter (concerto encenado em três partes) 2008
- Stifters Dinge (instalação com performance) 2007
- Songs of Wars I have seen (concerto encenado ) 2007
- Eraritjaritjaka - museé des phrases (teatro musical), 2004
- Aus einem Tagebuch (para grandes orquestras), 2003
- Landschaft mit entfernten Verwandten (ópera), 2002
- Hashirigaki (teatro musical), 2000
- ...meme soir. (concerto encenado), 2000
- Eislermaterial (concerto encenado), 1998
- Max Black (teatro musical), 1998
- Walden (para grande orquestra), 1998
- Schwarz auf Weiss / Black on White (teatro musical para conjunto), 1996
- Industry and Idleness (para orquestra), 1996
- Die Wiederholung / The Repetition (teatro musical), 1995
- Surrogate Cities (para grande orquestra, mezzo soprano e sampler), 1994
- Ou bien le débarquement désastreux (teatro musical), 1993
- La Jalousie (para conjunto), 1992
- Herakles 2 (para conjunto), 1991
- Roemische Hunde (teatro musical), 1991
- Die Befreiung des Prometheus (peça radiofônica, 1985; concerto encenado, 1991)
- Wolokolamsker Chaussee I-V (peça radiofônica), 1989
- Befreiung (para conjunto e alto-falante), 1989
- Red Run (para conjunto), 1988
- Der Mann im Fahrstuhl (concerto encenado), 1987
- Verkommenes Ufer (peça radiofônica), 1984
- Cassiber (com Chris Cutler & Alfred Harth) Man or Monkey (1982)/ Beauty & the beast (1984) / Perfect worlds (1986)
- Berlin Q-Damm 12.4.81 / Jakob Apfelböck (colagem de som/peça radiofónica), 1981
- Bertolt Brecht: Zeit wird knapp (1981), com Dagmar Krause & Alfred Harth
- Der durchdrungene Mensch/Indianer für Morgen (1981), com Dagmar Krause & Alfred Harth
- Vom Sprengen des Gartens (1979) com Alfred Harth
- Vier Fäuste für Hanns Eisler (1977) com Alfred Harth
- Sogenanntes linksradikales Blasorchester (com Alfred Harth) : Hört hört, 1977 e  Mit gelben Birnen, 1980